# 최현자

## 수상
- 2007년 아시아 오세아니아 선수권대회 탁구 여자 단식 TT3 동메달

## 경력
- 2006년 세계선수권대회 여자 탁구 국가대표
- 2007년 아시아 오세아니아 선수권대회 여자 탁구 국가대표
- 2008년 제13회 베이징 장애인올림픽대회 여자 탁구 국가대표
- 2012년 제14회 런던 장애인올림픽대회 여자 탁구 국가대표